# Insignia conmemorativa del Centenario de la Casa Real de Grecia
La Insignia conmemorativa del Centenario de la Casa Real de Grecia es una distinción honorífica del desaparecido reino de Grecia.

## Historia
En 1963 se cumplió el centenario de la elección del príncipe Jorge de Dinamarca como rey de los Helenos. Como parte de las celebraciones del centenario, a finales del mes de marzo de 1963, se produjo la visita de los reyes de Dinamarca, Federico IX y su esposa Ingrid. En el marco de esta visita, se entregó a los miembros de la realeza que participaron en la reunión, una insignia de nueva creación con objeto de conmemorar el centenario.
En la actualidad muchos de los condecorados con la insignia continúan luciéndola, en muchos casos junto con otras órdenes griegas.

## Estructura
La insignia se otorgaba en dos modalidades, dorada y plateada. Así mismo se otorgaba en dos tamaños, uno mayor para caballeros y otro menor para damas. Los caballeros la llevaban prendida del costado derecho y las damas prendida en el lado izquierdo del pecho.

## Descripción
La insignia se realizó de acuerdo con un diseño del entonces monarca heleno, Pablo I de Grecia. Dentro de una corona de laurel de forma ovalada, se disponen en los ejes verticales y horizontales cuatro letras Π, inicial del rey Pablo. En los ejes diagonales se disponen las iniciales de los anteriores monarcas griegos: Γ, por Jorge I; Κ, por Constantino I; Α, por Alejandro y de nuevo, Γ, por Jorge II. Las iniciales de Pablo I se encontraban coronadas por una corona real. En el caso de las iniciales de monarcas anteriores se coronaban con una corona real, pero en este caso de menores dimensiones.